# Batman: año dos
"Año Dos" es el título de un arco narrativo de cuatro partes que incluye a Batman, escrito por Mike W. Barr e ilustrado por Alan Davis, Paul Neary, Alfredo Alcala, Mark Farmer y Todd McFarlane. Apareció originalmente en el cómic estadounidense Detective Comics #575-578, publicado por DC Comics.
La historia inicialmente era un tratamiento por Barr titulado "Batman: 1980", pero fue lanzado como "Batman: Año Dos" tras el éxito de Frank Miller, "Batman: año uno".
Esta historia fue recogida como una encuadernación en rústica en 1990. En 2002, DC Comics publicó una segunda impresión del libro en rústica comercial, esta vez con la adición de la secuela en one-shot, Batman: Círculo Cerrado incluido, con la nueva edición retitulada como Batman: Año Dos - Temed al Segador (ISBN 1-5638-9967-1).

## Sinopsis
Batman es ahora un vigilante establecido en Gotham City. El capitán Gordon ahora es comisario, y a través de una aparición en un programa de debate explica que Batman está trabajando con el Departamento de Policía de Gotham. Durante la entrevista, el anfitrión refleja el aniversario del avistamiento final del nombre del vigilante de Gotham, El Segador.
Leslie Thompkins, la médica que ayudó a criar a Bruce Wayne después de que sus padres fueron asesinados, le presenta a Wayne a Rachel Caspian, una trabajadora de la caridad y aspirante a monja. Los dos desarrollan rápidamente una relación romántica mientras se revela que el padre de Rachel, Judson Caspian, es el Segador original, llevado a combatir a los criminales tras la muerte de su esposa. Después de observar que el crimen sigue siendo rampante en Gotham, Judson Caspian vuelve a su disfraz de Segador y planea varios delitos a través del uso de la fuerza letal.
Las actividades del Segador pronto llaman la atención de Batman y los dos entran en combate. La experiencia y el armamento del Segador (incluyendo las pistolas) demuestran ser demasiado para Batman, quién queda maltrecho, quebrado, y obligado a huir antes de ser asesinado. A su regreso a la Mansión Wayne, Wayne airadamente admite que su esfuerzo no fue suficiente, y que tal vez la única manera de enfrentarse a un asesino como el Segador es usando algo que detestaba hacer: utilizar un arma de fuego en la lucha contra el crimen. Wayne recupera el arma que se utilizó para matar a sus padres y comienza a prepararse para la batalla que se avecina.
La venganza de Batman contra El Segador conduce a una pelea con Gordon, a quien Batman casi hiere o mata para evitar que se acerque a lo que él considera su presa. Gordon malinterpreta esta acción como Batman siguiendo los pasos asesinos del Segador, y luego despliega sus fuerzas en contra de tanto Batman y el Segador. 
Como El Segador devasta  el bajo mundo de Gotham, varios señores del crimen se reúnen y discuten la situación. Batman finalmente interviene en la reunión y propone que unan sus fuerzas contra El Segador. Los señores del crimen están de acuerdo, pero solo si Batman colabora con agente cuidadosamente seleccionado por ellos; ese individuo es Joe Chill, el hombre que le disparó a Thomas y Martha Wayne. Batman planea tomar la vida de Chill una vez que el Segador sea eliminado, mientras que al mismo tiempo él sienta las bases para su vida después de Batman, pidiéndole a Rachel que se casara con él. Ella acepta.
Durante un intento por capturar al Segador, una importante batalla comienza y muchos de los miembros de la mafia son asesinados, y el plan de Batman es revelado a un Comisario Gordon aliviado. El Segador es dado por muerto, y Batman lleva a un Chill inconsciente a una de sus casas de seguridad, y luego al sitio del asesinato de los Wayne, donde revela su identidad y le amenaza con el arma que fue utilizada en el tiroteo. Chill pregunta si Batman tirará del gatillo, pero antes de que tenga la oportunidad, el Segador resurge y le dispara a Chill él mismo. Ahora consciente de la identidad de Batman, el Segador le invita a un enfrentamiento final en la estructura de la Fundación Wayne a medio construir. Allí Batman y el Segador luchan hasta un punto muerto, y Batman, ganando terreno, descubre que el Segador es Judson justo antes de que caiga del complejo a su muerte. Al darse cuenta de que el camino del arma no es para él, Batman coloca el arma de Chill en la piedra angular del edificio de la Fundación Wayne, para ser sellada  cuando se complete la construcción.
Bruce regresa a Rachel, que está perturbada por la noticia de que su padre era El Segador. Ella comienza su hábito de monja y cancela el compromiso, eligiendo expiar los pecados de su padre a través de su fe. Bruce regresa a merodear las calles de Gotham, regresando a su papel como Batman.

## Batman: Círculo Cerrado
La historia fue seguida en 1991 en una secuela one-shot, Batman: Círculo Cerrado, también escrita por Barr, e ilustrada por Alan Davis. Se estableció muchos años después, y se centra en el hijo de Joe Chill asumiendo el manto de El Segador. La historia reunió la mayor parte del elenco de Año Dos e incorporó a Robin (la versión de Dick Grayson) en la historia.
Emulando la misión de El Segador de cero tolerancia hacia los delincuentes y utilizando su traje y armas originales, Chill Jr., en colaboración con su hermana Marcia, intenta atraer a Batman a una confrontación donde finalmente se deshacerían del Caballero Oscuro con un tipo muy diferente de arma. Los planes de Chill se ven obstaculizados por la llegada de su propio hijo, Joey, a quien Chill intenta vincular más con como lo hizo su padre con él. Se revela que Chill Jr. presenció la muerte de su padre a manos del Segador original, aunque no pudo distinguir la cara desenmascarada de Bruce Wayne. Abrumado por el dolor, Chill busca vengarse de Batman, de ahí la razón por la que ha tomado la identidad de El Segador. Batman, mientras tanto, se enfrenta a algunos problemas personales con Rachel Caspian, que ha vuelto a Gotham convencida de que el Segador es su padre renacido. Chill y su hermana usan esto para su ventaja, plagando a Rachel con encuentros como una forma de sembrar la duda en la mente de ella y de Batman de que es el Judson Caspian devuelto. (También se revela en esta historia que el cuerpo de Joe Chill Sr.  fue robado antes de que pudiera ser detenido al final de Año Dos). Segador también utiliza un explosivo para destruir la piedra angular del edificio de la Fundación Wayne, liberando la vieja arma de su padre, que fue utilizada para asesinar a los padres de Batman.
Batman es eventualmente capturado por Chill, que desenmascara al justiciero inconsciente, pero no lo reconoce, porque Batman se aplicó un elaborado maquillaje y tinte de pelo para alterar su fisonomía. Chill somete a Batman a un carrete de video ya un alucinógeno que reduce a Batman a un quiebre tembloroso sufriendo de síndrome del superviviente. Chill coloca a Batman en la parte superior de un pedestal alto con vistas a un estanque de ácido, obligándolo a ver un vídeo donde los padres de un niño son asesinados en frente de él y luego el chico posteriormente le agradece a Dios que no murió él, con la esperanza de que Batman se suicidara por la culpa resultante. Cuando Marcia, quien veía a su padre como nada más que un matón que abusó de su madre, y no le importaba nada  la trama de venganza, intenta traicionar a Chill  con el fin de entregar a Batman al jefe de la mafia Morgan Jones, Chill acuchilla a Marcia, aparentemente matándola. Robin llega a la escena y persuade a Batman de su bruma alucinógena, estimulándole para liberarse de sus ataduras. Batman y el Segador luchan y Batman sale victorioso. Como Batman sostiene al Chill desenmascarado sobre la piscina de ácido, instado por Robin para que lo deje caer, el hijo  de Chill Joey se revela a sí mismo y la identidad de su padre. Decidiendo actuar sobre la indecisión que enfrentó cuando tuvo a Joe Chill a su merced años atrás, Bruce le perdona la vida a Chill Jr., reflejando que lo que comenzó con Joe Chill y Thomas Wayne debe terminar con sus "nietos" de Joey y Dick. Después de que llega la policía y Chill es llevado en una ambulancia, Batman va a un puente y descarta el arma de Joe Chill en el océano.

### Adaptación en otros medios
La película Batman Begins incluye una escena en la que Bruce Wayne tiene una oportunidad de matar a Joe Chill, pero es interrumpido por alguien más que mata a Chill antes de que pueda hacerlo él mismo. En esta representación, Wayne simplemente está tratando de vengar el asesinato de sus padres después de que Chill es liberado de la prisión, y antes de convertirse en Batman.
Además, el villano titular de la película de animación de 1993, Batman: la máscara del fantasma se asemeja a la representación de El Segador del Año Dos, incluyendo una guadaña como cuchilla y rostro de cráneo.